# Tineg
Tineg è una municipalità di quarta classe delle Filippine, situata nella provincia di Abra nella Regione Amministrativa Cordillera.
Tineg è formata da 10 baranggay:
- Agsimao (Pob.)
- Alaoa
- Anayan
- Apao
- Belaat
- Caganayan
- Cogon
- Lanec
- Lapat-Balantay
- Naglibacan